# Teófilo Gutiérrez
Téofilo Antonio Gutiérrez Roncancio (* 27. května 1985) je kolumbijský fotbalový útočník, momentálně hrající za kolumbijský celek Deportivo Cali. Je to fotbalista roku Jižní Ameriky za rok 2014.
S kolumbijskou reprezentací se zúčastnil MS 2014, turnaje Copa América 2011 a LOH 2016